# Головне управління Національної поліції в Київській області
ГУ НП України в Київській області — територіальний орган виконавчої влади в Київській області, входить у систему Міністерства внутрішніх справ України. Підпорядковується Національній поліції України. Основними завданнями відомства є забезпечення безпеки, прав і свобод громадян, припинення і розкриття злочинів, охорона громадського порядку.

## Керівники поліції в Київській області

### Начальники УНКВС по Києву та Київській області
- Розанов Олександр Борисович (1934—1935)[1]
- Шаров Микола Давидович (1935—1938)
- Федоров Микола Миколайович (1938)
- Долгушев Олексій Романович (1938—1939)
- Романчук Микола Данилович (1939—1941)
- Череватенко Іван Михайлович (1941)
- Руденко Кирило Романович (1943—1946)

### Начальники УВС по Києву та Київській області
- Руденко Кирило Романович (1946—1948)
- Лізін Іван Дмитрович (1948—1953)
- Рижков Микола Петрович (1954—1963)
- Буланенков Василь Тимофійович (1963—1964)[2]

### Начальники УВС Київського облвиконкому
- Буланенков Василь Тимофійович (1964—1970)
- Лаврінчук Михайло Кіндратович (1970—1975)
- Бондаренко Іван Данилович (1975—1982)
- Василишин Андрій Володимирович (1982—1985)
- Корнійчук Володимир Михайлович (1985—1988)
- Розенко Віталій Іванович (1988—1991)

### Начальники ГУ МВС України в Київській області
- Володін Володимир Ілліч (1991—1994)
- Бевз Олександр Ананійович (1994—2000)
- Чеменко Олександр Миколайович (2000—2001)
- Зарубенко Василь Федорович (2001—2003)
- Волощук Анатолій Миколайович (2003—2005)
- Яловенко Віталій Олексійович (2005—2007)
- Сапко Костянтин Васильович (2007—2008)
- Яловенко Віталій Олексійович (2008—2010)
- Сапко Костянтин Васильович (2010—2012)
- Мазан Валерій Борисович (2012—2014)
- Грінцевич Ігор Петрович в.о. (2014)
- Голомша Ярослав Ярославович (2014)

### Начальники ГУНП України в Київській області
- Троян Вадим Анатолійович (2014—2016)
- Головін Дмитро Валерійович (2016)
- Ценов Дмитро Миколайович (2016—2019)[3]
- Нєбитов Андрій Анатолійович (2019-2023)[4]
- Щадило Анатолій Антонович (2023 по т.ч.)[5]